# Messerschmitt Bf 110
De Messerschmitt Bf 110 (later Me 110) was een tweemotorige lichte jachtbommenwerper in dienst van de Luftwaffe tijdens de Tweede Wereldoorlog.
De Bf 110 werd met succes ingezet tijdens de campagnes tegen Polen en Frankrijk. Tijdens de slag om Engeland bleek de fatale zwakte tegenover aanvallen van eenmotorige jagers en kon het zijn rol (het beschermen van bommenwerpers over langere afstand) niet vervullen. Het toestel was niet wendbaar genoeg ten opzichte van de Britse Spitfire en Hurricane. Dit kwam onder andere doordat de zware boordkanonnen in de neus van het toestel waren gemonteerd. Het kwam tijdens de Slag om Engeland regelmatig voor dat een eskader Messerschmitt Bf 110's gedwongen was om in een grote cirkel te vliegen om elkaar met hun zware boordkanonnen te beschermen tegen de niet aflatende zwermen Britse, eenmotorige jagers. Van het escorteren van Duitse bommenwerpers kwam zo dus weinig meer terecht.
Het toestel werd toen ingezet als nachtjager. In die rol had het succes omwille van zijn grote actieradius, vuurkracht en de ruimte die het kon bieden aan een radarinstallatie. Beruchte azen uit de Duitse Nachtjagd waren onder andere Heinz Wolfgang Schnaufer, Helmut Lent, Egmont Prinz zur Lippe Weissenfeld en Heinrich zu Sayn-Wittgenstein. Alle vier waren tijdelijk gelegerd in Nederland op Fliegerhorst Leeuwarden. Schnaufer presteerde het om op één dag negen bommenwerpers neer te halen, waarvan hij er zeven 's nachts neerschoot.
Tijdens de Tweede Wereldoorlog waren veertig stuks Bf 110 in Nederland gestationeerd op de Fliegerhorst Deelen in het 3e Zerstörergeschwader. Daarnaast hebben er in de herfst van 1940 enkele Bf 110's op Feldflugplatz Hoogerheide gestaan.

## Ontwerp en ontwikkeling

### Oorsprong
Het vliegtuig is direct ontworpen als Rüstungsflugzeug II, als een tactische bommenwerper. In oktober 1932 werden door de Reichsluftfahrtministerium (RLM - het Duitse luchtvaartministerie) de specificaties afgegeven voor een éénmotorige jager met een bemanning van twee die kon worden ingezet voor verkennings- en bommenwerpdoeleinden. Het toestel moest vooral voor bommenwerperformaties uitvliegen om het doel vrij te maken van vijandelijke jachtvliegtuigen. Het toestel moest ook bommenwerpers kunnen escorteren, vijandelijke bommenwerpers neer kunnen halen, zelf lucht- en gronddoelen aan kunnen vallen en verkenningswerk kunnen doen. De precieze specificaties waren een snelheid van minimaal 400 km/u op 6.000 meter hoogte, een bereik van 2.000 km, een stijgvermogen van 6 km in 15 minuten en grote wendbaarheid. De AGO, de Bayerische Flugzeugwerke (Bf, het latere Messerschmitt), Dornier, Focke-Wulf, Gotha, Heinkel en Henschel kregen allemaal de specificaties om hun versie van de Rüstungsflugzeug II te ontwerpen. Het moest gaan om een tweemotorige zware jager/jachtbommenwerper met drie bemanningsleden en zware bewapening. Hierbij moesten ook nog eens bommen onder het vliegtuig meegenomen kunnen worden. Het vliegtuig werd aangeduid als Zerstörer (vernietiger). De Bayerische Flugzeugwerke, Focke-Wulf en Henschel werd opdracht gegeven om hun ontwerpen verder uit te werken. Dit zou uiteindelijk resulteren in de Messerschmitt Bf 110, de Focke-Wulf Fw 57 en de Henschel Hs 124. Na het bekijken van houten mock-ups van de ontwerpen werd besloten het idee van de Zerstörer te herzien. Toch werd de Bf 110 verder ontwikkeld als de Zerstörer.

### Eerste typen
Toen Messerschmitt begon aan het ontwikkelen van de Bf 110, had het eigenlijk nog helemaal geen ervaring met het bouwen van tweemotorige toestellen. De Messerschmitt Bf 109 was tot dan toe het enige volledig militaire toestel dat uit de fabriek kwam. Een ander probleem was dat de motoren die op dat moment beschikbaar waren, de Junkers Jumo 210 A, met 610 paardenkracht niet genoeg vermogen leverde om het vliegtuig in de lucht te houden. Bij Daimler-Benz werd gelukkig de Daimler-Benz DB 600 ontwikkeld, een motor van 1.000 paardenkracht. Daarom werd het ontwerp van de Bf 110 aan de DB 600 aangepast. De ontwikkeling begon in 1934, en het eerste prototype vloog in 1936. De eerste twee testobjecten, de Bf 110V1 en -V2, gebruikten nog de motoren van Junkers. De toestellen bleven maar moeilijk in de lucht bij lage snelheden. Het derde prototype, de V3, haalde een topsnelheid van 480 km/u met de nieuwe DB 600 motoren in 1938. Het type werd ook wel aangeduid als de Bf 110C. V3 werd ook voor het eerst uitgerust met bewapening. Het vliegtuig kreeg vier 7,92 mm MG 17 mitrailleurs in de neus en een beweegbare 7,92 mm machinegeweer achter in de cockpit. Met de krachtige nieuwe motoren haalde het toestel een topsnelheid van 541 km/u. De Bf 110C was het eerste toestel dat in groten getale geproduceerd werd, met een bestelling van 990 toestellen die gereed moesten zijn met ingang van januari 1938.

## Rudolf Hess
Op 10 mei 1941 gebruikte Rudolf Hess een aangepaste Bf110D om van Augsburg naar Schotland te vliegen, voor het aanbieden van vredesvoorstellen aan het Verenigd Koninkrijk.

## Trivia
De Messerschmitt Me 110 D is onderwerp in een aflevering van Bergerac, seizoen 1 aflevering 8 Late for a funeral.